# Fastrada
Fastrada (765 – 10. august 794 i Frankfurt am Main) var en frankisk adelskvinde, datter af Rodolfo, greve af Franken. I 784 blev hun Karl den Stores tredje kone. Hun fødte ham to døtre:
- Theodrada (f. 784), abbedisse af Argenteuil
- Hiltrude (f. 787) Gift med Luitfride II af Alsace (740 – 780).

Fastrada døde under den frankiske synode i Frankfurt i år 794. Hun blev begravet i benediktinerklosteret Sankt Albans af Mainzs kloster syd for byen Mainz. At Fastrada blev begravet her og ikke i Klosterkirken Saint-Denis, som ellers var den traditionelle begravelsesplads for de frankiske kongelige, bevidner om den store indflydelse ærkebiskoppens af Mainz havde.
Efter at Sankt Albans af Mainzs kloster blev ødelagt i 1552, blev Fastradas gravsten flyttet til Mainzs katedral, hvor den i dag er placeret i det sydlige sideskib. Den originale inskription stammer fra Teodulf af Orléans og var udformet i græsk-latinske heksametre. På grund af referencer til katedralen der først blev opført i 900-tallet må det antages at denne indskrift er en senere anonym tilføjelse.